# Fero Rajec
Fero Rajec (18. července 1952, Bratislava, Československo) je slovenský spisovatel.

## Život
Narodil se v Bratislavě, kde prožil své mládí. Od roku 1975 žije v Holíči ve slovenském Záhoří. Literárně začal tvořit až koncem 20. století. Předtím uveřejnil několik článků v různých časopisech a denících. Ve svých dílech se zaměřuje na humor, ale nevyhýbá se ani vážným tématům, kde píše o lidském utrpení, podrazech, zločinu, ale také o lásce a přátelství mezi lidmi. V roce 2010 byl oceněn pamětní medailí předsedy TTSK za přínos v oblasti umělecké tvorby.

## Dílo
- 2005 – Vtedy na Záhorí alebo Tá fľaša mení situáciu, ISBN 80-89158-06-4 (humorné povídky z policejního prostředí)
- 2006 – Podraz po slovensky, ISBN 80-969464-9-8 (humorný román a parodie na natáčení tzv. Čachtické paní v 60. letech)
- 2006 – Matkin medailón, ISBN 80-969548-5-7 (románová novela o osudu židovského chlapce od Slovenského štátu až po sametovou revoluci).
- 2008 – O deň skôr, ISBN 978-80-969851-9-7 (románová novela o osudu různých lidí a například slovenských emigrantů ve Švýcarsku)
- 2009 – Posledná večera, ISBN 978-80-970100-2-7 (krimi-román o odvrácené tváří současnosti)
- 2010 – Trus natruc! (Podraz po slovensky 2), ISBN 978-80-970299-8-2 (humorný příběh a nepřímé pokračování románu Podraz po slovensky)
- 2011 – Cesta ťažko skúšanou krajinou (Príbeh harmonikára), ISBN 978-80-970647-9-2 (románová novela – bolestná výpověď harmonikáře, které se staly během válek v bývalé Jugoslávii)
- 2011 – The Beat Club, ISBN 978-80-970678-0-9 (dokumentární dílo o československých a zahraničních bigbeatových skupinách 60. let)
- 2012 – Vtedy na Záhorí alebo Tá fľaša mení situáciu, ISBN 978-80-971097-1-4 (rozšířená a přepracovaná sbírka humorných policejních povídek)
- 2014 – Podraz po slovensky, ISBN 978-80-971566-7-1 (rozšířený přepracovaný humorný román)
- 2015 – Miriam, ISBN 978-80-556-1458-8 (románová novela – autentický příběh z nedávných slovenských dějin)